# Israel en el Festival de la Canción de Eurovisión 2022
Israel participó en el LXV Festival de la Canción de Eurovisión, celebrado en Turín, Italia del 10 al 14 de mayo de 2022, tras la victoria de Måneskin con la canción «Zitti e buoni». La Corporación de Radiodifusión Israelí (IPBC), radiodifusora encargada de la participación israelí en el festival, decidió utilizar como método de selección de su representante el reality show de talentos The X Factor en su versión para Israel. En la final realizada el 5 de febrero de 2022 dio como ganador a Michael Ben David con el uptempo electropop «I.M» compuesto por Chen Aharoni, Lidor Saadia y Asi Tal.
Pasando completamente desapercibida por las casas de apuestas, en el concurso Israel compitió en la segunda semifinal, siendo eliminada tras obtener la 13.ª posición con un total de 61 puntos.

## Historia de Israel en el Festival
Israel debutó en el festival de 1973, participando desde entonces en 43 ocasiones. Israel ha ganado en cuatro ocasiones el certamen: la primera en 1978 con Izhar Cohen & Alphabeta con la canción «A-ba-ni-bi». Un año después en 1979 ganaron con el tema «Hallelujah» la cantante Gali Atari acompañada del grupo Milk & Honey. En 1998 venció Dana International con el tema «Diva», convirtiéndose en la primera persona transexual en ganar el certamen. La cuarta y última victoria israelí sucedió en 2018 con la canción urbana «Toy» de Netta. Israel se ha clasificado en 20 ocasiones dentro de los 10 mejores del concurso, siendo eliminado solo en seis ocasiones en las semifinales.
En 2021, la artista seleccionado internamente Eden Alene, terminó en 17° lugar con 93 puntos en la gran final, con el tema «Set Me Free».

## Representante para Eurovisión

### The X Factor Israel
Israel confirmó su participación en el Festival de la Canción de Eurovisión 2022 antes de la final del Festival de Róterdam 2021, confirmando además que la cuarta temporada del concurso de canto The X Factor en la versión para Israel sería el método de selección de su representante, emitido en la cadena Reshet 13. El 17 de agosto de 2021 se confirmó la apertura de un proceso de recepción de candidaturas paralelo paralelo por la IPBC para seleccionar las canciones candidatas en la preselección, confirmándose que la canción sería seleccionada en la final del programa. El proceso se abrió desde el 19 de septiembre al 17 de octubre de 2021 habiéndose recibido 130 canciones.
La preselección mantuvo el formato convencional de The X Factor, iniciando con una serie de audiciones donde se seleccionaron a 33 concursantes, los cuales fueron divididos en cuatro grupos entre cuatro de los jueces del show. Posteriormente se seleccionaron cuatro participantes de cada grupo quienes avanzaron a los shows en vivo. Los dieciséis concursantes fueron reducidos semana a semana en los shows hasta que después de la quinta semana se seleccionaron a los cuatro finalistas, los cuales serían los participantes elegibles para el concurso de Eurovisión e interpretarían las canciones candidatas.
La primera ronda de selección para Eurovisión fueron cuatro duelos con un participante por duelo donde interpretó dos canciones con el objetivo de seleccionar la combinación finalista, siendo sometidas a una votación: 25% el jurado de The X Factor, 25% un comité profesional y 50% el televoto. Tanto los jueces y el comité profesional repartieron 25 puntos entre las dos canciones candidatas mientras el televoto repartió 50 puntos según el porcentaje de votos recibidos a través de la página web oficial de la KAN y una aplicación móvil. Las cuatro combinaciones ganadoras avanzaron a la final.
En la final se realizaron dos rondas de votación: en la primera, los cuatro candidatos se dividieron en dos duelos interpretando cada uno un cover de una canción previamente escogida, siendo sometidos a una votación similar de la ronda anterior: 25% el jurado de The X Factor, 25% un comité profesional y 50% el televoto. Tanto los jueces y el comité profesional repartieron 25 puntos entre las dos canciones candidatas mientras el televoto repartió 50 puntos según el porcentaje de votos recibidos. Los dos ganadores de los duelos avanzaron a la súper final y los dos perdedores avanzaron al tercer duelo. En el tercer duelo, los dos participantes interpretaron sus canciones candidatas a Eurovisión, siendo sometidas a la misma votación utilizada en los duelos anteriores, avanzando el ganador a la súper final.
En la súper final, los tres participantes interpretaron su canción candidata para Eurovisión siendo sometidos a una votación similar a la ya utilizada previamente: 25% el jurado de The X Factor, 25% un comité profesional y 50% el televoto, repartiendo esta vez 150 puntos tanto el jurado como el comité y 300 puntos la votación del público. En esta ronda, el mayor votado fue declarado ganador del festival y representante de Israel en Eurovisión. 

#### Candidaturas
Las candidaturas recibidas en el periodo abierto por la IPBC fueron evaluados por un comité de seis miembros: el director de estaciones de radio de la IPBC, tres representantes de la radio, un representante de la televisión y un representante del canal Reshet 13 (cadena que transmitía el concurso The X Factor). En diciembre de 2021, se confirmó a través de la página EuroMix que las ocho canciones candidatas ya habían sido seleccionadas. Los primeros dos finalistas y por lo tanto, intérpretes de canciones candidatas fueron seleccionados en el show del 24 de enero de 2022, mientras los dos últimos finalistas fueron seleccionados el 27 de enero. Las candidaturas fueron presentadas una vez conocidos los cuatro participantes finalistas, el 30 de enero de 2022 a través de la estación de radio KAN Gimel.
| Artista(s)        | Canción (Traducción)                                       | Compositor(es)                                       |
| ----------------- | ---------------------------------------------------------- | ---------------------------------------------------- |
| Eli Huli          | «Blinded Dreamers» («Soñadores ciegos»)                    | Roby Fayer, Eli Huli                                 |
| Eli Huli          | «Nostalgia» («Nostalgia»)                                  | Roby Fayer, Eli Huli                                 |
| Inbal Bibi        | «Marionette» («Marioneta»)                                 | Tzlil Klifi, Tal Forer, Mai Cohen                    |
| Inbal Bibi        | «Zaza» («Zaza»)                                            | May Sfadia                                           |
| Michael Ben David | «Don't» («No»)                                             | Ilya Siniaski                                        |
| Michael Ben David | «I.M.» («Yo soy»)                                          | Chen Aharoni, Lidor Saadia, Asi Tal                  |
| Sapir Saban       | «Breaking My Own Walls» («Rompiendo mis propias barreras») | Gal Joe Cohen, Eyal Yishay, Dikla Dori, Ido Dankner  |
| Sapir Saban       | «Head Up» («Cabeza en alto»)                               | Ella Doron, Yahel Doron, Naama Gali Cohen, Liron Lev |

#### HaShir Shelanu L'Eurovizion
La primera ronda de selección de canciones tuvo lugar el 3 de febrero de 2022. 8 canciones compitieron por cuatro pases a la final divididos en cuatro duelos por medio de una sola ronda de votación determinada al 25% los jueces de The X Factor, 25% un comité profesional y 50% la votación del público. El jurado de The X Factor estuvo compuesto por: Netta Barzilai, Aviv Geffen, Margalit Tsanani, Ran Danker y Miri Mesika.
| N.º | Artista           | Canción                 | Jurado | Comité Profesional | Televoto | Puntos |
| --- | ----------------- | ----------------------- | ------ | ------------------ | -------- | ------ |
| 1   | Michael Ben David | «I.M.»                  | 25     | 20                 | 38       | 83     |
| 2   | Michael Ben David | «Don't»                 | 0      | 5                  | 12       | 17     |
| 3   | Eli Huli          | «Nostalgia»             | 5      | 10                 | 18       | 33     |
| 4   | Eli Huli          | «Blinded Dreamers»      | 20     | 15                 | 32       | 67     |
| 5   | Inbal Bibi        | «Marionette»            | 15     | 10                 | 28       | 53     |
| 6   | Inbal Bibi        | «Zaza»                  | 10     | 15                 | 22       | 47     |
| 7   | Sapir Saban       | «Head Up»               | 0      | 10                 | 21       | 31     |
| 8   | Sapir Saban       | «Breaking My Own Walls» | 25     | 15                 | 29       | 69     |

#### Final
La final tuvo lugar el 5 de febrero de 2022 desde el Menora Mivtachim Arena en Tel Aviv. Participaron los cuatro temas ganadores de la ronda previa de selección. La final se dividió en dos rondas: en la primera, una votación determinada por el 25% del jurado de The X Factor, el 25% del comité profesional y 50% del voto popular seleccionó las tres canciones que avanzaron a la Súper Final a través de tres duelos: «Blinded Dreamers» de Eli Huli; «Marionette» de Inbal Bibi y «I.M» de Michael Ben David. En la Súper Final, una votación similar al 25% el jurado, 25% el comité profesional y 50% el televoto seleccionó al ganador, Michael Ben David con el tema «I.M», con un total de 214 puntos, solo un punto de diferencia con el segundo lugar.
| N.º | Artista           | Canción                          | Jurado | Comité Profesional | Televoto | Puntos | Resultado   |
| --- | ----------------- | -------------------------------- | ------ | ------------------ | -------- | ------ | ----------- |
| I   | Inbal Bibi        | «The Winner Takes It All»        | 5      | 0                  | 24       | 29     | Duelo III   |
| I   | Michael Ben David | «Shnei Meshug'aim» (שני משוגעים) | 20     | 25                 | 26       | 71     | Súper Final |
| II  | Sapir Saban       | «Badad» (בדד)                    | 5      | 10                 | 20       | 35     | Duelo III   |
| II  | Eli Huli          | «I'll Be There For You»          | 20     | 15                 | 30       | 65     | Súper Final |
| III | Sapir Saban       | «Breaking My Own Walls»          | 0      | 15                 | 16       | 31     | Eliminada   |
| III | Inbal Bibi        | «Marionette»                     | 25     | 10                 | 34       | 69     | Súper Final |

#### Súper Final
| N.º | Artista           | Canción            | Jurado | Comité Profesional | Televoto | Lugar | Puntos |
| --- | ----------------- | ------------------ | ------ | ------------------ | -------- | ----- | ------ |
| 1   | Inbal Bibi        | «Marionette»       | 42     | 44                 | 87       | 3     | 173    |
| 2   | Michael Ben David | «I.M.»             | 50     | 46                 | 118      | 1     | 214    |
| 3   | Eli Huli          | «Blinded Dreamers» | 58     | 60                 | 95       | 2     | 213    |

## En Eurovisión
De acuerdo a las reglas del festival, todos los concursantes iniciaron desde las semifinales, a excepción del anfitrión (en este caso, Italia) y el Big Five compuesto por Alemania, España, Francia, la misma Italia y Reino Unido. En el sorteo realizado el 25 de enero de 2022, Israel fue sorteada en la segunda semifinal del festival. En este mismo sorteo, se determinó que participaría en la primera mitad de la semifinal (posiciones 1-9). Semanas después, ya conocidos los artistas y sus respectivas canciones participantes, la producción del programa dio a conocer el orden de actuación, determinando que el país participaría en la segunda posición, precedida por Finlandia y seguida de Serbia.
Los comentarios para Israel corrieron por segunda ocasión consecutiva por parte de Asaf Liberman y Akiva Novick en la transmisión por televisión y por radio. El portavoz de la votación del jurado profesional israelí fue Daniel Styopin.

### Semifinal 2

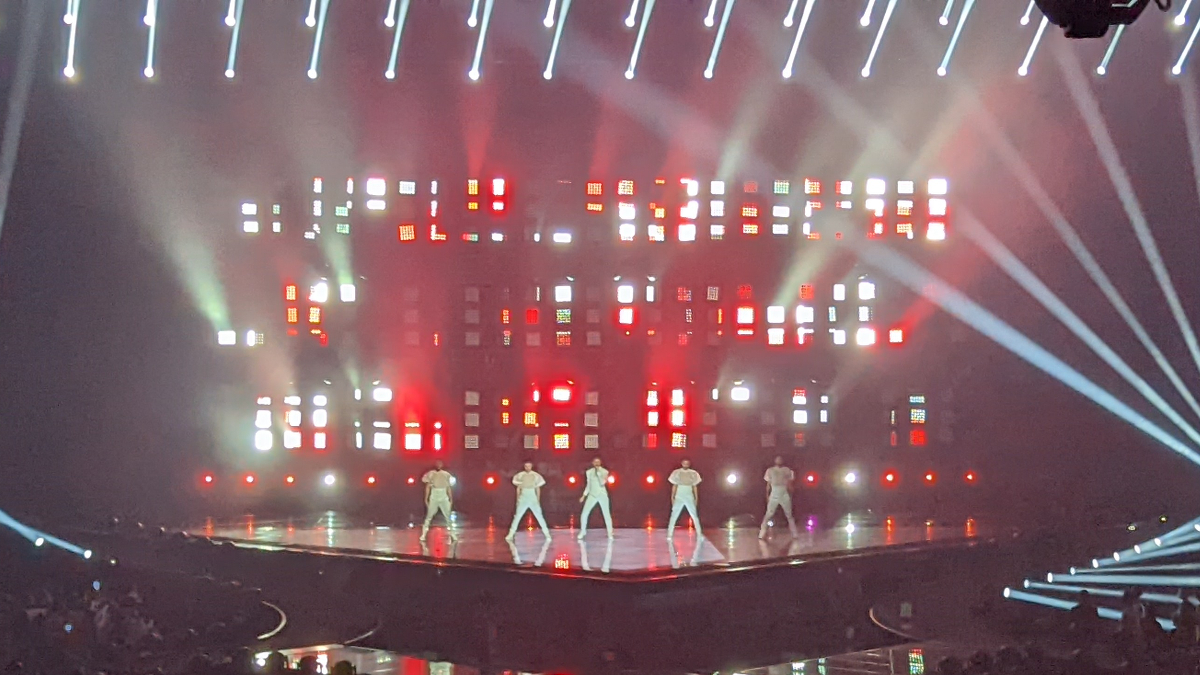
Michael Ben David durante la segunda semifinal.

Michael Ben David tomó parte de los ensayos los días 2 y 5 de mayo así como de los ensayos generales con vestuario de la segunda semifinal los días 11 y 12 de mayo. El ensayo general de la tarde del 11 fue tomado en cuenta por los jurados profesionales para emitir sus votos, que representaron el 50% de los puntos. Irlanda se presentó en la posición 2, detrás de Serbia y por delante de Finlandia.
La actuación austriaca fue conceptualizada por Marvin Dietmann junto a Dan Shipton. La actuación se mantuvo similar a la presentada en la final nacional, con Michael utilizando el mismo traje completamente blanco, acompañado por cuatro bailarines masculinos vistiendo el mismo color. La presentación inició con Michael apareciendo alrededor de una serie de espejos, revelándose la presencia en el escenario de la pantalla secundaria de luces LED que se mantuvo durante toda la actuación y con la cual se crearon distintos juegos de luces en colores blancos y rojos. También se hizo uso de distintas imágenes proyectadas en la pantalla LED del suelo, mientras Michael y los bailarines ejecutaron una coreografía similar a la de la final nacional.
Al final del show, Israel no fue anunciada como uno de los países clasificados para la gran final. Los resultados revelados una vez terminado el festival, posicionaron a Israel en 13° lugar de la semifinal con un total de 61 puntos, habiendo obtenido la 13.ª posición del público con 27 puntos y obteniendo el 11° lugar del jurado profesional con 34 puntos. De esta forma, Israel sería eliminada en semifinales por primera vez desde 2014, rompiendo una racha de siete presencias consecutivas en la final.

### Votación

#### Puntuación a Israel

##### Semifinal 2
| Jurado    | Jurado                 | Jurado                      | Jurado                  | Jurado                                         |
| 12 puntos | 10 puntos              | 8 puntos                    | 7 puntos                | 6 puntos                                       |
| --------- | ---------------------- | --------------------------- | ----------------------- | ---------------------------------------------- |
|           | - Australia            |                             | - Bélgica               |                                                |
| 5 puntos  | 4 puntos               | 3 puntos                    | 2 puntos                | 1 punto                                        |
|           | - Estonia              | - España - Irlanda - Suecia | - Alemania - Malta      | - Azerbaiyán - Polonia - Reino Unido - Rumania |
| Televoto  |                        |                             |                         |                                                |
| 12 puntos | 10 puntos              | 8 puntos                    | 7 puntos                | 6 puntos                                       |
|           | - Azerbaiyán - Georgia |                             |                         |                                                |
| 5 puntos  | 4 puntos               | 3 puntos                    | 2 puntos                | 1 punto                                        |
|           |                        | - República Checa           | - Alemania - San Marino |                                                |

#### Votación realizada por Israel
| Puntos    | Jurado          | Televoto        |
| --------- | --------------- | --------------- |
| 12 puntos | Suecia          | Suecia          |
| 10 puntos | Australia       | República Checa |
| 8 puntos  | Polonia         | Serbia          |
| 7 puntos  | Bélgica         | Polonia         |
| 6 puntos  | República Checa | Australia       |
| 5 puntos  | Finlandia       | Georgia         |
| 4 puntos  | Rumania         | Estonia         |
| 3 puntos  | Estonia         | Irlanda         |
| 2 puntos  | Malta           | Rumania         |
| 1 punto   | Serbia          | Bélgica         |

| Puntos    | Jurado          | Televoto     |
| --------- | --------------- | ------------ |
| 12 puntos | Suecia          | Ucrania      |
| 10 puntos | Reino Unido     | Reino Unido  |
| 8 puntos  | Italia          | España       |
| 7 puntos  | Ucrania         | Serbia       |
| 6 puntos  | Polonia         | Moldavia     |
| 5 puntos  | Australia       | Suecia       |
| 4 puntos  | Bélgica         | Noruega      |
| 3 puntos  | España          | Italia       |
| 2 puntos  | República Checa | Países Bajos |
| 1 punto   | Países Bajos    | Polonia      |

##### Desglose
El jurado israelí estuvo compuesto por:
- Dafna Armoni
- Diana Golbi
- Liron Lev
- Shai Lahav
- Yahel Doron

| Semifinal 2 | Semifinal 2         | Semifinal 2                | Semifinal 2                | Semifinal 2                | Semifinal 2                | Semifinal 2                | Semifinal 2                | Semifinal 2                | Semifinal 2                | Semifinal 2                |
| N.º         | País                | Jurado                     | Jurado                     | Jurado                     | Jurado                     | Jurado                     | Jurado                     | Jurado                     | Televoto                   | Televoto                   |
| N.º         | País                | Jurado A                   | Jurado B                   | Jurado C                   | Jurado D                   | Jurado E                   | Ranking                    | Puntos                     | Ranking                    | Puntos                     |
| ----------- | ------------------- | -------------------------- | -------------------------- | -------------------------- | -------------------------- | -------------------------- | -------------------------- | -------------------------- | -------------------------- | -------------------------- |
| 01          | Finlandia           | 9                          | 4                          | 5                          | 9                          | 8                          | 6                          | 5                          | 11                         |                            |
| 02          | Israel              | -------------------------- | -------------------------- | -------------------------- | -------------------------- | -------------------------- | -------------------------- | -------------------------- | -------------------------- | -------------------------- |
| 03          | Serbia              | 17                         | 11                         | 4                          | 17                         | 16                         | 10                         | 1                          | 3                          | 8                          |
| 04          | Azerbaiyán          | 11                         | 9                          | 12                         | 10                         | 11                         | 12                         |                            | 15                         |                            |
| 05          | Georgia             | 13                         | 16                         | 17                         | 11                         | 10                         | 14                         |                            | 6                          | 5                          |
| 06          | Malta               | 6                          | 10                         | 10                         | 13                         | 6                          | 9                          | 2                          | 14                         |                            |
| 07          | San Marino          | 12                         | 12                         | 13                         | 7                          | 15                         | 13                         |                            | 13                         |                            |
| 08          | Australia           | 2                          | 1                          | 3                          | 2                          | 3                          | 2                          | 10                         | 5                          | 6                          |
| 09          | Chipre              | 16                         | 13                         | 11                         | 16                         | 17                         | 16                         |                            | 12                         |                            |
| 10          | Irlanda             | 10                         | 14                         | 16                         | 12                         | 14                         | 15                         |                            | 8                          | 3                          |
| 11          | Macedonia del Norte | 14                         | 6                          | 14                         | 15                         | 9                          | 11                         |                            | 16                         |                            |
| 12          | Estonia             | 7                          | 15                         | 7                          | 5                          | 13                         | 8                          | 3                          | 7                          | 4                          |
| 13          | Rumania             | 8                          | 5                          | 8                          | 8                          | 7                          | 7                          | 4                          | 9                          | 2                          |
| 14          | Polonia             | 4                          | 7                          | 2                          | 3                          | 2                          | 3                          | 8                          | 4                          | 7                          |
| 15          | Montenegro          | 15                         | 17                         | 15                         | 14                         | 12                         | 17                         |                            | 17                         |                            |
| 16          | Bélgica             | 3                          | 3                          | 6                          | 4                          | 4                          | 4                          | 7                          | 10                         | 1                          |
| 17          | Suecia              | 1                          | 2                          | 1                          | 1                          | 1                          | 1                          | 12                         | 1                          | 12                         |
| 18          | República Checa     | 5                          | 8                          | 9                          | 6                          | 5                          | 5                          | 6                          | 2                          | 10                         |

| Final | Final           | Final    | Final    | Final    | Final    | Final    | Final   | Final  | Final    | Final    |
| N.º   | País            | Jurado   | Jurado   | Jurado   | Jurado   | Jurado   | Jurado  | Jurado | Televoto | Televoto |
| N.º   | País            | Jurado A | Jurado B | Jurado C | Jurado D | Jurado E | Ranking | Puntos | Ranking  | Puntos   |
| ----- | --------------- | -------- | -------- | -------- | -------- | -------- | ------- | ------ | -------- | -------- |
| 01    | República Checa | 8        | 8        | 6        | 15       | 7        | 9       | 2      | 19       |          |
| 02    | Rumania         | 19       | 17       | 15       | 23       | 10       | 19      |        | 17       |          |
| 03    | Portugal        | 11       | 12       | 7        | 12       | 11       | 12      |        | 14       |          |
| 04    | Finlandia       | 9        | 9        | 8        | 14       | 13       | 11      |        | 13       |          |
| 05    | Suiza           | 18       | 16       | 21       | 25       | 22       | 21      |        | 25       |          |
| 06    | Francia         | 20       | 15       | 19       | 16       | 9        | 17      |        | 15       |          |
| 07    | Noruega         | 14       | 10       | 9        | 7        | 16       | 13      |        | 7        | 4        |
| 08    | Armenia         | 24       | 19       | 18       | 19       | 24       | 22      |        | 16       |          |
| 09    | Italia          | 4        | 11       | 1        | 1        | 6        | 3       | 8      | 8        | 3        |
| 10    | España          | 16       | 6        | 17       | 3        | 8        | 8       | 3      | 3        | 8        |
| 11    | Países Bajos    | 10       | 20       | 5        | 10       | 17       | 10      | 1      | 9        | 2        |
| 12    | Ucrania         | 13       | 3        | 3        | 6        | 2        | 4       | 7      | 1        | 12       |
| 13    | Alemania        | 7        | 13       | 16       | 20       | 23       | 14      |        | 21       |          |
| 14    | Lituania        | 23       | 22       | 24       | 18       | 20       | 23      |        | 11       |          |
| 15    | Azerbaiyán      | 12       | 14       | 14       | 21       | 12       | 16      |        | 23       |          |
| 16    | Bélgica         | 3        | 4        | 11       | 17       | 14       | 7       | 4      | 22       |          |
| 17    | Grecia          | 17       | 21       | 10       | 9        | 21       | 15      |        | 20       |          |
| 18    | Islandia        | 22       | 23       | 23       | 22       | 25       | 25      |        | 24       |          |
| 19    | Moldavia        | 21       | 25       | 25       | 24       | 19       | 24      |        | 5        | 6        |
| 20    | Suecia          | 1        | 2        | 2        | 5        | 1        | 1       | 12     | 6        | 5        |
| 21    | Australia       | 6        | 7        | 12       | 8        | 4        | 6       | 5      | 18       |          |
| 22    | Reino Unido     | 2        | 1        | 4        | 2        | 5        | 2       | 10     | 2        | 10       |
| 23    | Polonia         | 5        | 5        | 13       | 4        | 3        | 5       | 6      | 10       | 1        |
| 24    | Serbia          | 25       | 24       | 20       | 13       | 18       | 20      |        | 4        | 7        |
| 25    | Estonia         | 15       | 18       | 22       | 11       | 15       | 18      |        | 12       |          |